# Turn de intrare – clopotnița (Mîrzești)
Turn de intrare – clopotnița este o clădire amplasată în Mîrzești, raionul Orhei, Republica Moldova. Este un monument arhitectural și de artă de importanță națională inclus în Registrul monumentelor Republicii Moldova ocrotite de stat cu nr. 1189 (raionul Orhei). Datează din sec. XVIII – înc. sec. XIX.